# 屏山洪聖宮
22°26′38.75″N 114°00′29.19″E / 22.4440972°N 114.0081083°E

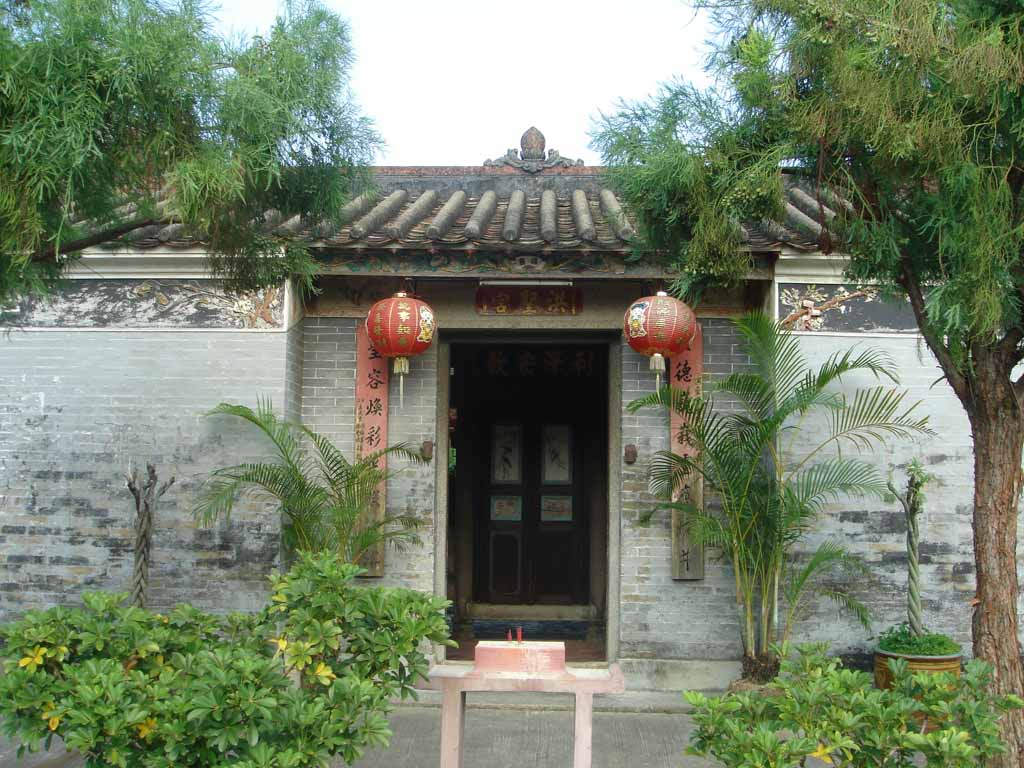
洪聖宮

洪聖宮座落於香港元朗屏山坑尾村，鄰近屏廈路。由屏山鄧族所建，至今已有逾200年歷史，該建築被列為香港二級歷史建築。
根據廟內匾額記載，廟宇可能是建於清乾隆丁亥（1767年），但有指是建於明代中葉。現存的結構於同治五年（1866年）重修而成，至1963年時再次大事修葺。
洪聖宮為兩進一院式建築，左右為福德祠及太歲殿，中有天井，結構簡樸。香港其他廟宇的天井多加建上蓋，改作香亭。但洪聖宮仍依原來設計，有較佳的採光及通風作用，此亦為這所廟宇的最大特色。洪聖宮內存有乾隆廿九年（1764）鑄造響板，及同治五年（1866）之《重修洪聖宮題名記》。
洪聖宮內供奉著唐代的廣利刺史洪熙，其背景詳見於條目洪聖廟。
洪聖宮門聯：

洪德巍峨靈應坑井，

聖容煥彩光照沙江。

## 相片

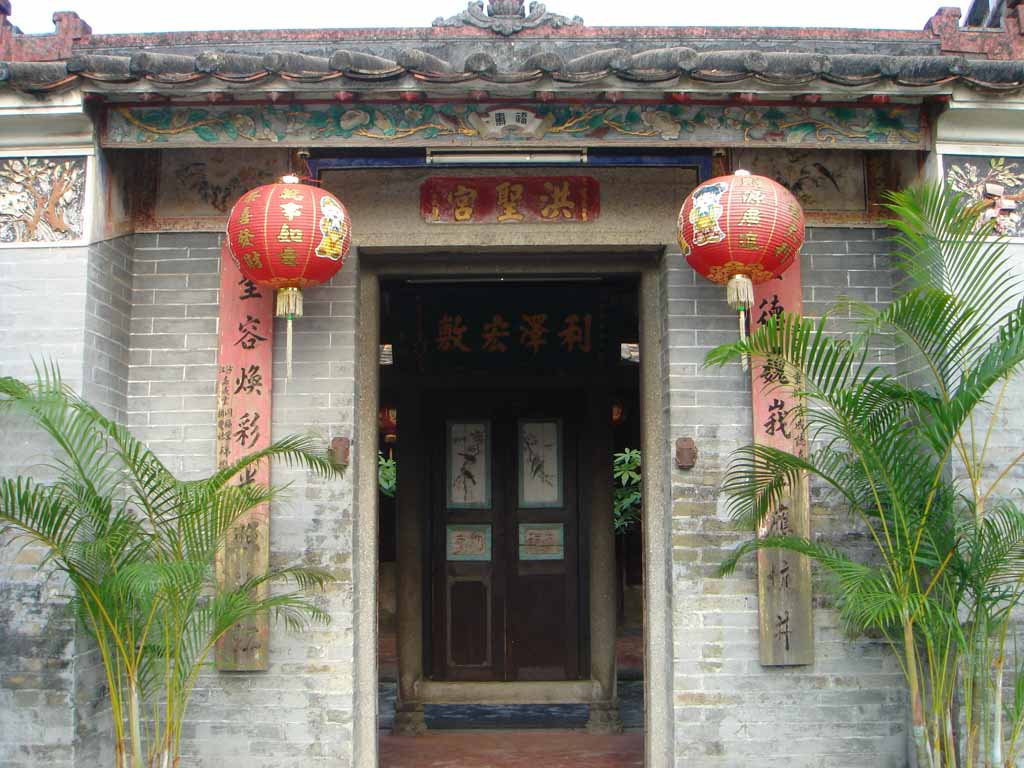
洪聖宮正門
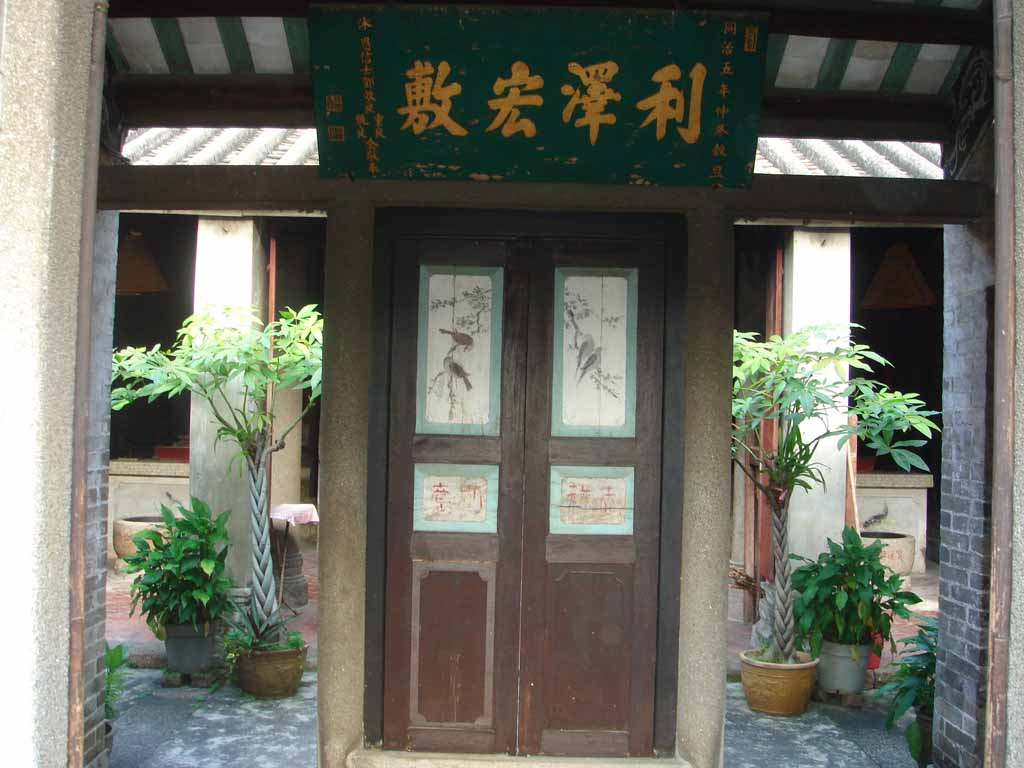
洪聖宮正門
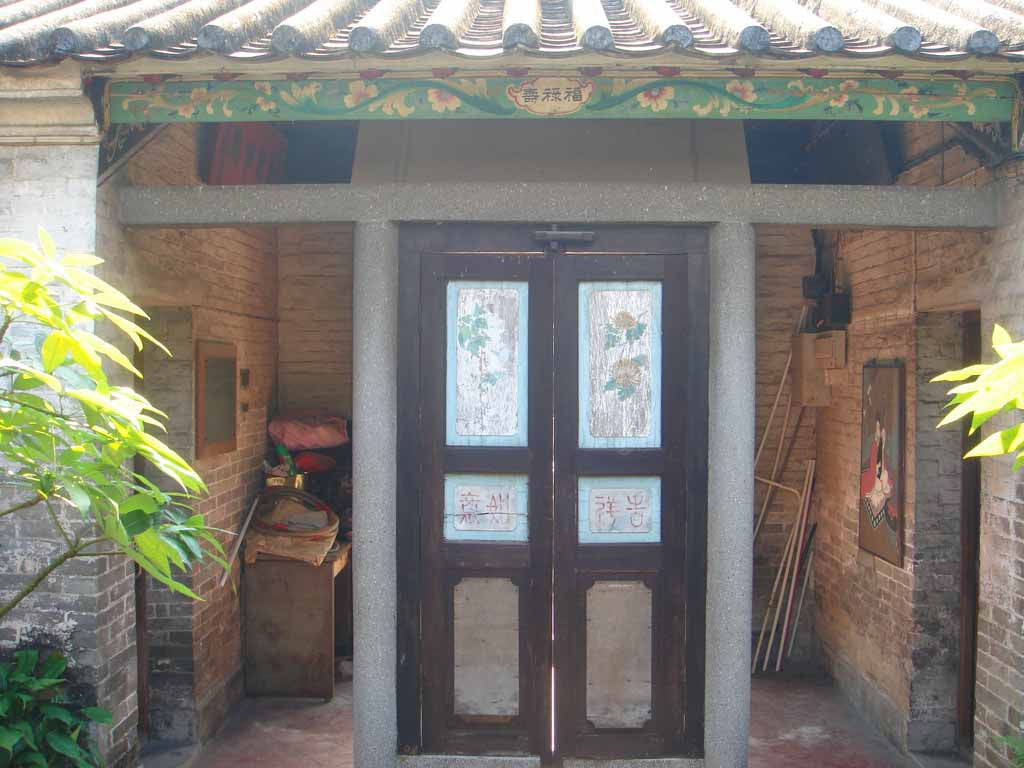
洪聖宮正門（背面）
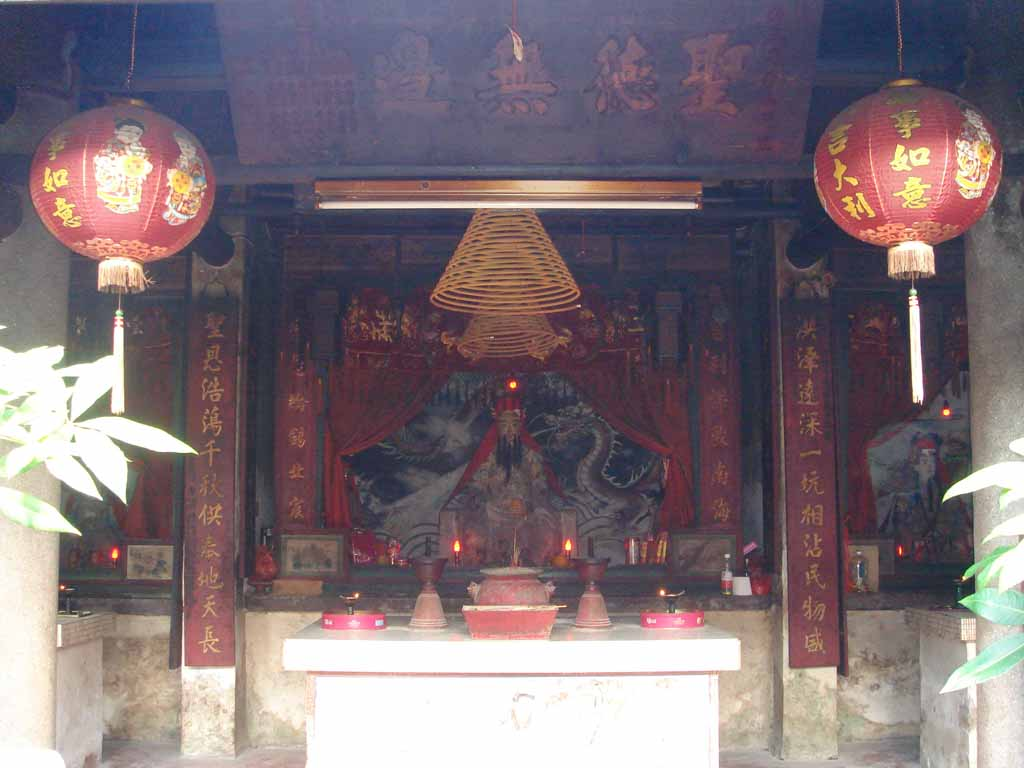
洪聖宮正廳（洪聖）
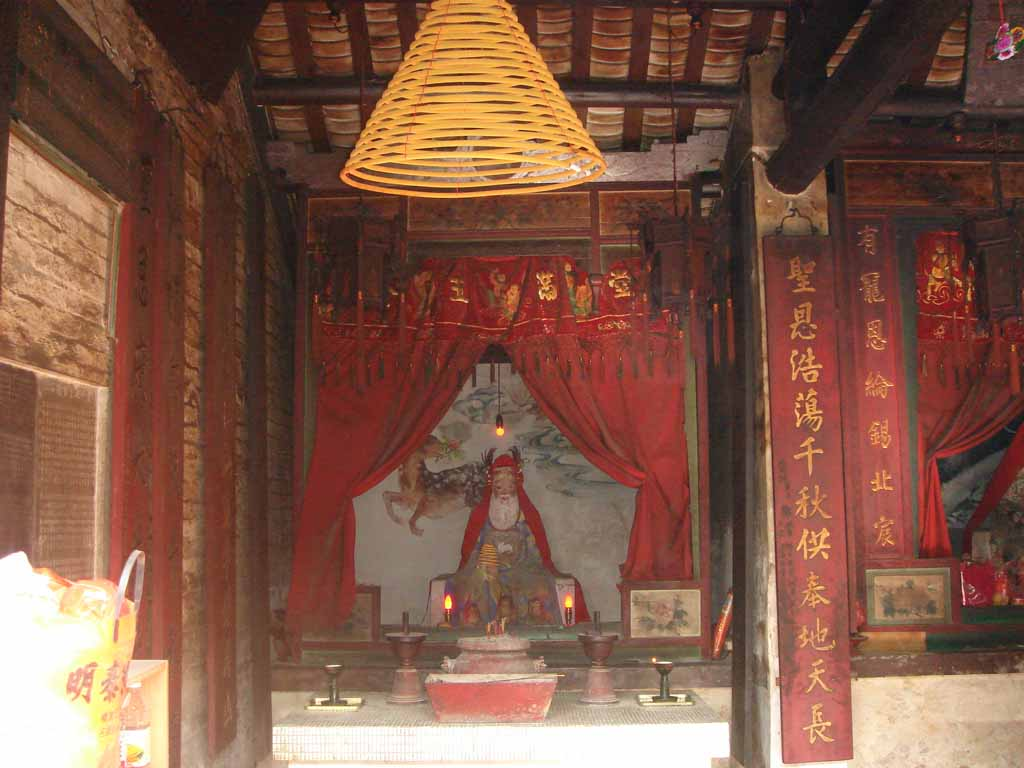
洪聖宮右廳（太歲）
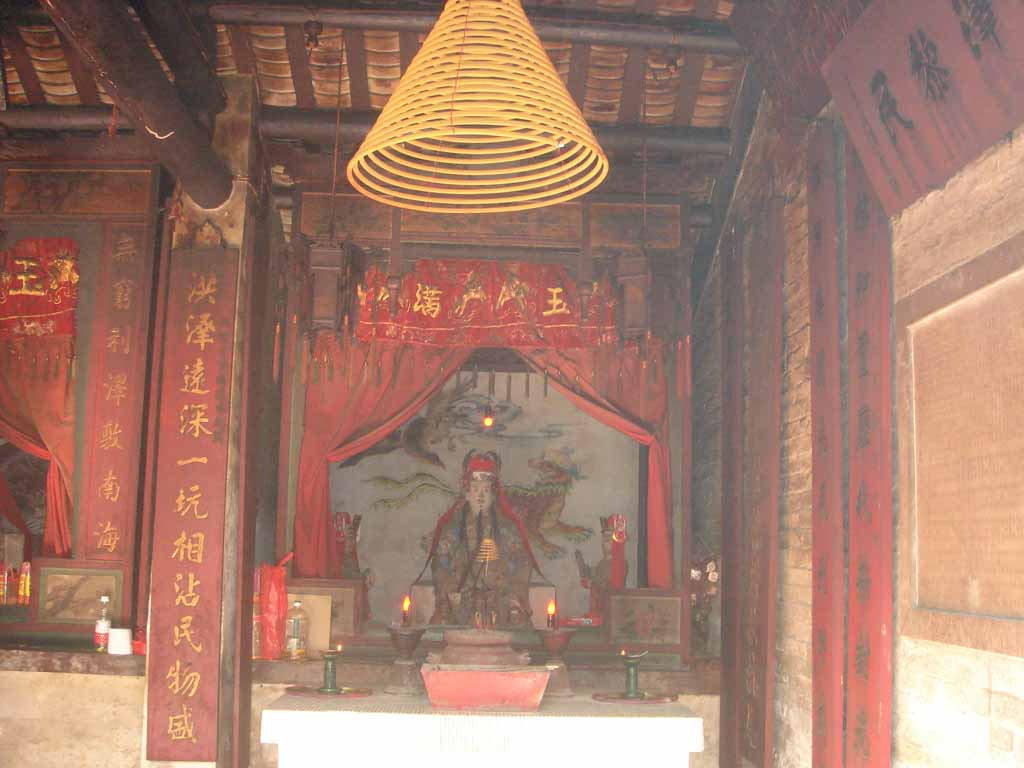
洪聖宮左廳（福德）
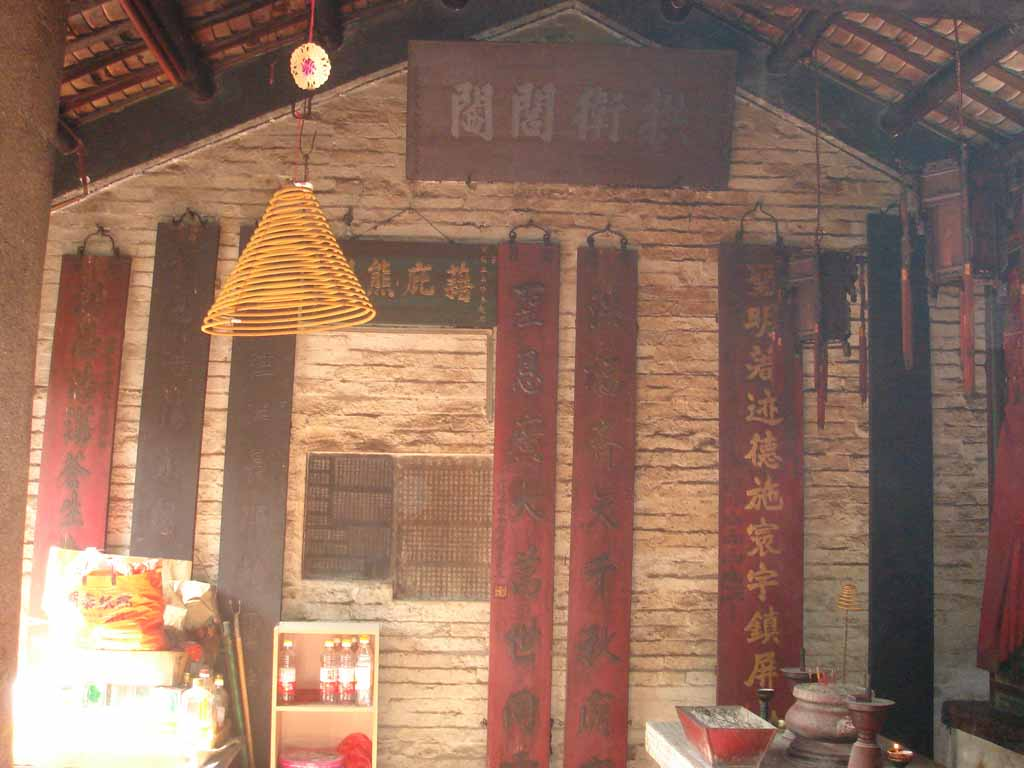
洪聖宮右廳聯
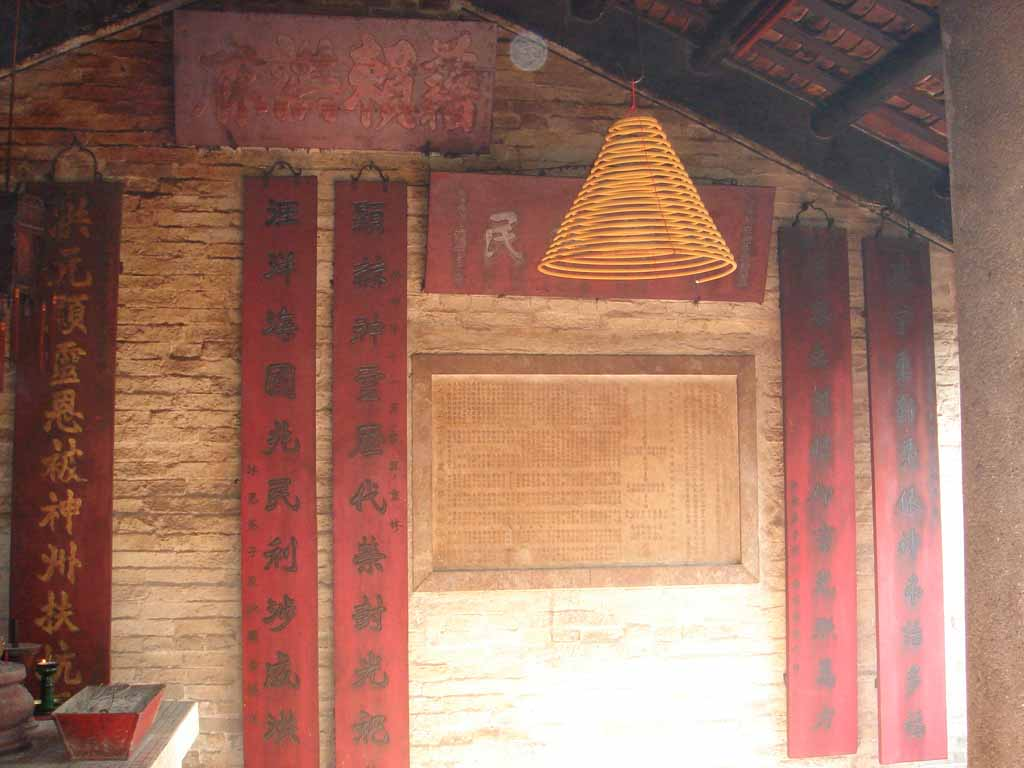
洪聖宮左廳聯
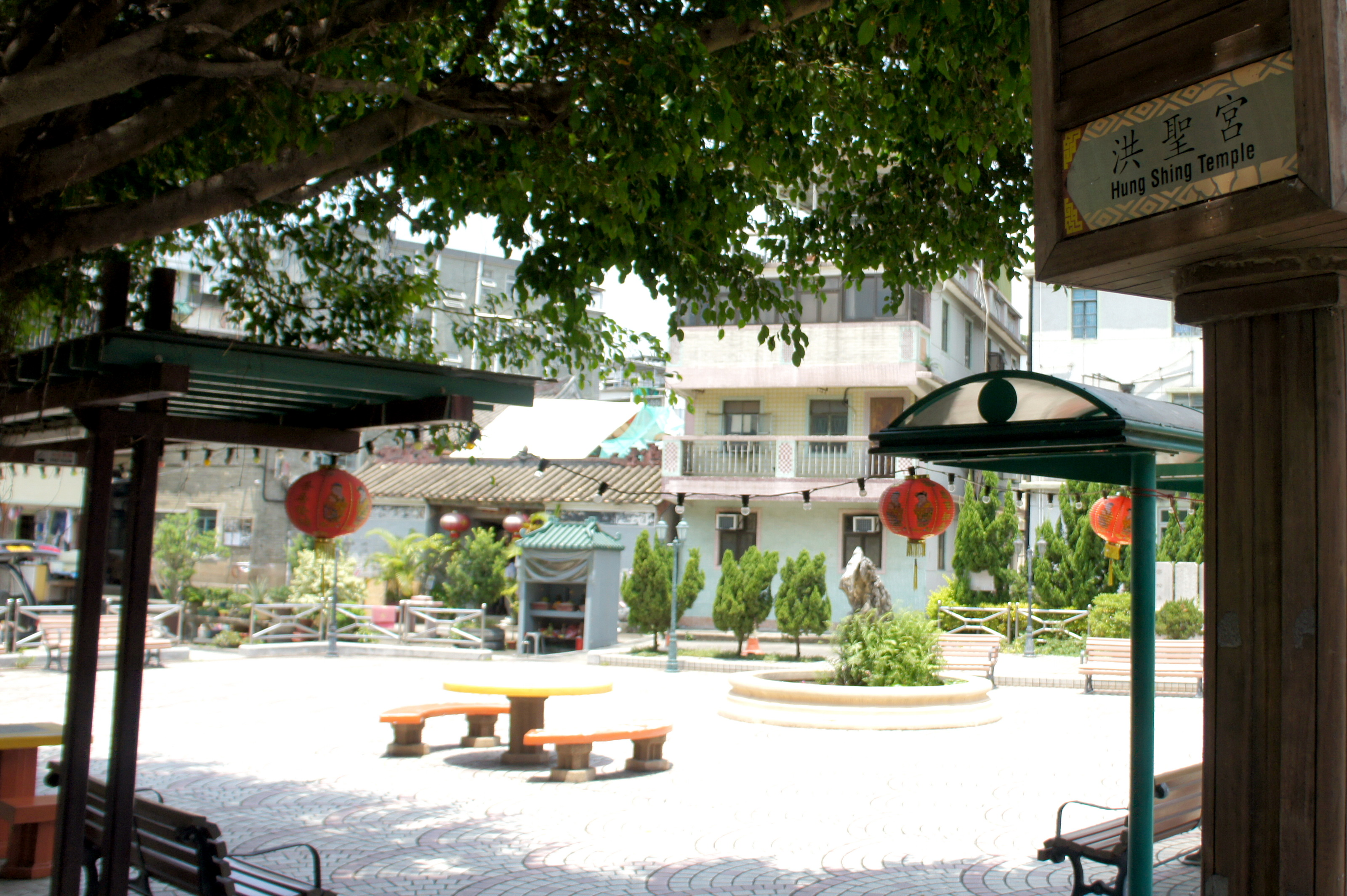
洪聖宮（左後方）前的坑尾村公園

## 外部連結
- 古物古蹟辦事處 — 洪聖宮 （页面存档备份，存于）
- 福山堂 — 屏山洪聖宮 （页面存档备份，存于）